# Dolores Marcos
María Dolores Marcos Moyano, née le 27 décembre 1957, est une femme politique espagnole membre du Parti populaire (PP).
Elle est élue députée de la circonscription de Cáceres lors des élections générales de décembre 2015.

## Biographie

### Activités politiques
Elle est première adjointe au maire de Plasencia de 2011 à 2015 et députée à l'Assemblée d'Estrémadure sur la même période. Non réélue lors des élections de 2015, elle revient à l'Assemblée d'Estrémadure après la démission de Diego Sánchez Duque.
Le 20 décembre 2015, elle est élue députée pour Cáceres au Congrès des députés et réélue en 2016. Elle retrouve son siège en mars 2023 à la faveur d'une démission.